# Nervi (homme de main)
Pour les articles homonymes, voir Nervi (homonymie).
Un nervi est un homme de main qui agit au nom d'un donneur d'ordre pour menacer, brutaliser ou tuer.

## Étymologie
Mot marseillais signifiant « voyou ». Les nervis tirent leur nom du nerf de bœuf, dont ils se servaient pour menacer les passants et leur soutirer leur portefeuille dans les années 1840.

## Historique
À l'origine, ils sont de simples voyous tapageurs. Puis ils multiplient les faits criminels jusqu'à devenir des figures incontournables du crime à Marseille au début du XXe siècle.
Aujourd'hui l'expression est utilisée pour désigner un homme de main, qui au nom de son donneur d'ordre, menace ou brutalise. Il effectue les basses besognes selon les ordres de son chef.